# Volari (Uskoplje, BiH)
Volari su bivše samostalno naselje s područja današnje općine Uskoplje, Federacija BiH, BiH.

## Povijest
U Volarima se nalazilo rimsko naselje.
Za vrijeme socijalističke BiH ovo je naselje pripojeno naselju Vilić Polje (tada Sarajvilić).